# Neustadt-Glewe
Pour les articles homonymes, voir Neustadt.
Neustadt-Glewe (Neustadt in Mecklenburg jusqu'en 1926) est une ville de Mecklembourg-Poméranie-Occidentale, en Allemagne, dans l'arrondissement de Ludwigslust-Parchim. Cette petite ville est arrosée par l'Elde et possède une centrale hydroélectrique.

## Quartiers
- Neustadt-Glewe
- Friedrichsmoor
- Hohewisch
- Kronskamp
- Tuckhude
- Hohes Feld
- Neuhof
- Klein Laasch

## Évolution démographique
| Année      | 1855 | 1890 | 1925 | 1984 | 1990 | 1995 | 2000 | 2005 |
| ---------- | ---- | ---- | ---- | ---- | ---- | ---- | ---- | ---- |
| Population | 1880 | 1743 | 3202 | 7500 | 7397 | 7542 | 7261 | 6864 |

## Personnalités liées à la ville
- Charles Ier de Mecklembourg-Güstrow (1540-1610), duc né à Neustadt.

## Jumelages
- Oststeinbek (Allemagne) depuis le 13 janvier 1991[1]

La ville fait également partie de l'union des villes « Neustadt en Europe » qui regroupe 36 villes homonymes situées dans six pays.

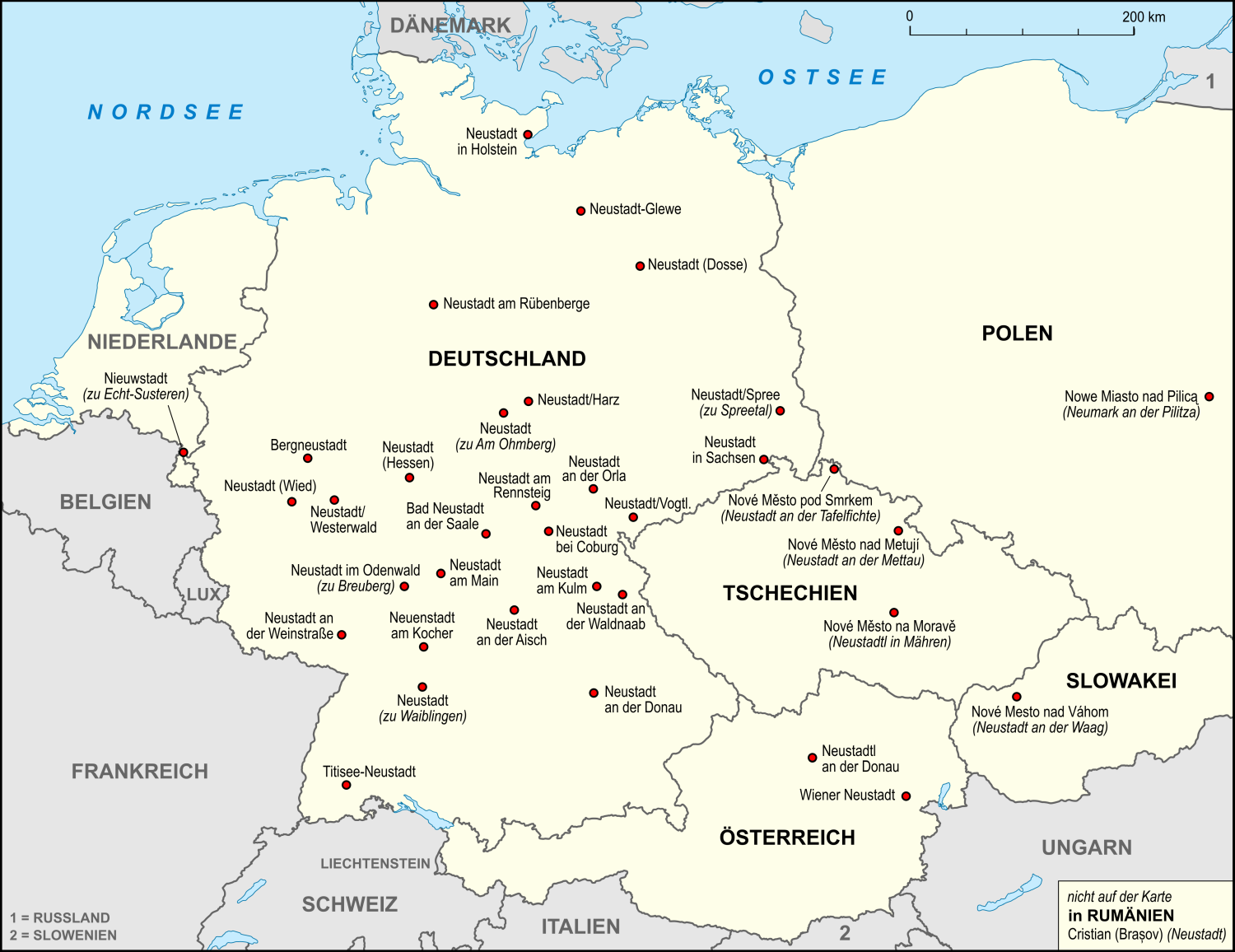
Neustadt en Europe